# Grooca
Grooca is een geslacht van vliesvleugeligen uit de familie van de Pteromalidae. De wetenschappelijke naam van dit geslacht werd voor het eerst geldig gepubliceerd in 1997 door Sureshan & Narendran.

## Soorten
Het geslacht Grooca is monotypisch en omvat slechts de volgende soort:
- Grooca coorgensis (Sureshan & Narendran, 1995)